# Джонсон, Эвери
Э́вери Джо́нсон (англ. Avery Johnson; родился 25 марта 1963 года в Новом Орлеане, штат Луизиана) — американский профессиональный баскетболист, выступавший за команды Национальной баскетбольной ассоциации, и тренер. После завершения карьеры игрока работал в должности главного тренера команд «Даллас Маверикс» и «Нью-Джерси / Бруклин Нетс». Тренер года НБА в сезоне 2005/2006.

## Карьера баскетболиста
В свой выпускной год Джонсон выступал за Луизиану и закончил сезон с показателем 13,3 передачи в среднем за игру, что является рекордом всех времён в НАСС. Ни одна команда не выбрала Джонсона на драфте 1988 года, но Сиэтл Суперсоникс всё-таки подписали с ним контракт, прямо перед началом сезона 1988—1989 годов. Джонсон провёл длинную карьеру в НБА, выступая за такие команды, как: «Денвер Наггетс», «Сан-Антонио Спёрс», «Хьюстон Рокетс», «Голден Стэйт Уорриорз» и «Даллас Маверикс». Эвери часто менял команду, пока не пришёл в «Спёрс» в 1994 году. Он стал важной частью команды, которая стала чемпионом НБА в 1998—1999 годах и даже забросил решающий бросок против «Нью-Йорк Никс», который позволил «Сан-Антонио» выиграть чемпионат. 22 декабря его 6-й номер в «Сан-Антонио Спёрс», был навсегда закреплён за Джонсоном. 20 февраля 2009 он был введён в Зал славы «Сан-Антонио Спёрс».

## Карьера тренера

### 2004—2008: «Даллас Маверикс»
28 октября 2004 года Джонсон закончил карьеру баскетболиста и подписал контракт с «Даллас Маверикс» в качестве помощника главного тренера — Дона Нельсона. Всего через пять месяцев Джонсон был назначен главным тренером «Мавс». «Даллас» провели концовку сезона с показателем 16 побед при 2-х поражениях, в первом раунде плей-офф «Мавс» прошли «Рокетс», в полуфинале конференции «Даллас» уступили «Финикс Санз».
В сезоне 2005—2006 годов «Мавс» выглядели очень уверенно, в первый месяц чемпионата Джонсон получил награду «Тренер месяца в НБА». 28 января 2006 года Джонсон довёл свою статистику до 50-ти побед в качестве главного тренера, он стал самым быстрым тренером выигравшим 50 игр в своей карьере. В феврале 2006 года Эвери был выбран для того, чтобы тренировать команду западной конференции на матче всех звёзд 2006 года. В апреле Джонсон получил награду «Тренер года в НБА». В плей-офф 2006 года Джонсон привёл «Даллас» к их первому финалу НБА, после двух побед, «Мавс» проиграли четыре игры подряд и уступили чемпионство «Майами Хит».
31 декабря 2006 года Джонсон стал самым быстрым тренером выигравшим 100 игр в своей карьере. Даллас закончили сезон 2006—2007 годов с 67 победами, что было лучшим показателем среди всех команд лиги. Но в плей-офф всех ждал шок, «Даллас» уступают в серии из шести матчей, занявшим 8-е место в конференции, «Голден Стэйт Уорриорз».
После победы над «Мемфис Гриззлис» в ноябре 2007 года Джонсон стал самым быстрым тренером выигравшим 150 игр в своей карьере. В плей-офф Даллас вновь уступили в первом раунде, на этот раз команда проиграла в серии из пяти матчей «Нью-Орлеан Хорнетс». На следующий день Эвери Джонсон был уволен.
17 октября 2008 года Джонсон присоединился к ESPN в качестве студийного аналитика. Он оставался в этой роли в течение двух сезонов, пока не получил предложение стать главным тренером «Нью-Джерси Нетс».

### 2010—2012: «Нью-Джерси/Бруклин Нетс»
10 июня 2010 года Эвери Джонсон стал главным тренером «Нью-Джерси Нетс», в сезоне 2010—2011 годов команда выступила неудачно, одержав всего 24 победы при 58 поражениях. 27 декабря 2012 года был уволен с должности главного тренера «Нетс», команда к этому времени имела по 14 побед и поражений в играх регулярного сезона.

### ESPN
В 2013 году Джонсон снова присоединился к ESPN, чтобы выступать в качестве аналитика в программах SportsCenter, NBA Coast to Coast и NBA Tonight.
5 апреля 2015 года ESPN сообщил, что Джонсон дал устное согласие стать новым главным баскетбольным тренером Алабамского университета, заменив Энтони Гранта. На следующий день университет официально объявил о назначении Джонсона на должность 21-го тренера мужской баскетбольной команды. После поражения в первом раунде Национального пригласительного турнира 2019 года Алабамский университет и Джонсон договорились о расторжении контракта.

## Личная жизнь
У Джонсона и его жены Кассандры двое детей, Эйвери-младший и Кристианна. Эйвери-младший играл за баскетбольную команду Алабамского университета, которую тренировал его отец. Джонсон — христианин.

## Статистика

### Статистика в НБА
| Сезон                                                                                    | Команда      | Регулярный сезон | Регулярный сезон | Регулярный сезон | Регулярный сезон | Регулярный сезон | Регулярный сезон | Регулярный сезон | Регулярный сезон | Регулярный сезон | Регулярный сезон | Регулярный сезон | Серия плей-офф | Серия плей-офф | Серия плей-офф | Серия плей-офф | Серия плей-офф | Серия плей-офф | Серия плей-офф | Серия плей-офф | Серия плей-офф | Серия плей-офф | Серия плей-офф |
| Сезон                                                                                    | Команда      | GP               | GS               | MPG              | FG%              | 3P%              | FT%              | RPG              | APG              | SPG              | BPG              | PPG              | GP             | GS             | MPG            | FG%            | 3P%            | FT%            | RPG            | APG            | SPG            | BPG            | PPG            |
| ---------------------------------------------------------------------------------------- | ------------ | ---------------- | ---------------- | ---------------- | ---------------- | ---------------- | ---------------- | ---------------- | ---------------- | ---------------- | ---------------- | ---------------- | -------------- | -------------- | -------------- | -------------- | -------------- | -------------- | -------------- | -------------- | -------------- | -------------- | -------------- |
| 1988/89                                                                                  | Сиэтл        | 43               | 0                | 6,8              | 34,9             | 11,1             | 56,3             | 0,6              | 1,7              | 0,5              | 0,1              | 1,6              | 6              | 0              | 5,2            | 41,7           | 0,0            | 50,0           | 0,7            | 0,8            | 0,7            | 0,0            | 1,8            |
| 1989/90                                                                                  | Сиэтл        | 53               | 10               | 10,8             | 38,7             | 25,0             | 72,5             | 0,8              | 3,1              | 0,5              | 0,0              | 2,6              | Не участвовал  | Не участвовал  | Не участвовал  | Не участвовал  | Не участвовал  | Не участвовал  | Не участвовал  | Не участвовал  | Не участвовал  | Не участвовал  | Не участвовал  |
| 1990/91                                                                                  | Денвер       | 21               | 4                | 10,3             | 42,6             | 0,0              | 65,6             | 1,0              | 3,7              | 0,7              | 0,1              | 3,8              | Не участвовал  | Не участвовал  | Не участвовал  | Не участвовал  | Не участвовал  | Не участвовал  | Не участвовал  | Не участвовал  | Не участвовал  | Не участвовал  | Не участвовал  |
| 1990/91                                                                                  | Сан-Антонио  | 47               | 10               | 15,8             | 48,3             | 20,0             | 69,1             | 1,2              | 3,3              | 0,7              | 0,0              | 5,1              | 3              | 0              | 6,3            | 0,0            | 0,0            | 100,0          | 0,0            | 1,3            | 0,3            | 0,0            | 0,7            |
| 1991/92                                                                                  | Сан-Антонио  | 20               | 14               | 23,2             | 50,9             | 20,0             | 75,0             | 1,8              | 5,0              | 1,1              | 0,2              | 6,8              | Не участвовал  | Не участвовал  | Не участвовал  | Не участвовал  | Не участвовал  | Не участвовал  | Не участвовал  | Не участвовал  | Не участвовал  | Не участвовал  | Не участвовал  |
| 1991/92                                                                                  | Хьюстон      | 49               | 1                | 15,8             | 46,4             | 30,0             | 60,9             | 0,9              | 3,4              | 0,8              | 0,1              | 5,1              | Не участвовал  | Не участвовал  | Не участвовал  | Не участвовал  | Не участвовал  | Не участвовал  | Не участвовал  | Не участвовал  | Не участвовал  | Не участвовал  | Не участвовал  |
| 1992/93                                                                                  | Сан-Антонио  | 75               | 49               | 27,1             | 50,2             | 0,0              | 79,1             | 1,9              | 7,5              | 1,1              | 0,2              | 8,7              | 10             | 10             | 31,4           | 51,4           | 0,0            | 71,4           | 3,1            | 8,1            | 1,0            | 0,1            | 8,2            |
| 1993/94                                                                                  | Голден Стэйт | 82               | 70               | 28,4             | 49,2             | 0,0              | 70,4             | 2,1              | 5,3              | 1,4              | 0,1              | 10,9             | 3              | 0              | 13,7           | 52,9           | 0,0            | -              | 1,0            | 3,3            | 1,3            | 0,3            | 6,0            |
| 1994/95                                                                                  | Сан-Антонио  | 82               | 82               | 36,7             | 51,9             | 13,6             | 68,5             | 2,5              | 8,2              | 1,4              | 0,2              | 13,4             | 15             | 15             | 38,3           | 51,7           | 0,0            | 62,1           | 2,1            | 8,3            | 1,3            | 0,4            | 14,5           |
| 1995/96                                                                                  | Сан-Антонио  | 82               | 82               | 37,6             | 49,4             | 19,4             | 72,1             | 2,5              | 9,6              | 1,5              | 0,3              | 13,1             | 10             | 10             | 40,7           | 43,0           | 0,0            | 70,4           | 3,6            | 9,4            | 2,0            | 0,1            | 12,3           |
| 1996/97                                                                                  | Сан-Антонио  | 76               | 76               | 32,5             | 47,7             | 23,1             | 69,0             | 1,9              | 6,8              | 1,3              | 0,2              | 10,5             | Не участвовал  | Не участвовал  | Не участвовал  | Не участвовал  | Не участвовал  | Не участвовал  | Не участвовал  | Не участвовал  | Не участвовал  | Не участвовал  | Не участвовал  |
| 1997/98                                                                                  | Сан-Антонио  | 75               | 73               | 35,7             | 47,8             | 15,4             | 72,6             | 2,0              | 7,9              | 1,1              | 0,2              | 10,2             | 9              | 9              | 38,0           | 60,4           | 0,0            | 66,7           | 1,4            | 6,1            | 1,0            | 0,0            | 17,3           |
| 1998/99                                                                                  | Сан-Антонио  | 50               | 50               | 33,4             | 47,3             | 8,3              | 56,8             | 2,4              | 7,4              | 1,0              | 0,2              | 9,7              | 17             | 17             | 38,4           | 48,7           | 33,3           | 68,1           | 2,5            | 7,4            | 1,2            | 0,1            | 12,6           |
| 1999/00                                                                                  | Сан-Антонио  | 82               | 82               | 31,4             | 47,3             | 11,1             | 73,5             | 1,9              | 6,0              | 0,9              | 0,2              | 11,2             | 4              | 4              | 36,0           | 45,2           | -              | 71,4           | 2,3            | 5,3            | 1,0            | 0,0            | 12,0           |
| 2000/01                                                                                  | Сан-Антонио  | 55               | 20               | 23,5             | 44,7             | 16,7             | 68,3             | 1,5              | 4,3              | 0,6              | 0,1              | 5,6              | 13             | 0              | 21,6           | 38,6           | 0,0            | 53,3           | 1,2            | 3,2            | 0,8            | 0,1            | 5,8            |
| 2001/02                                                                                  | Денвер       | 51               | 13               | 23,5             | 48,6             | 0,0              | 74,7             | 1,3              | 5,1              | 0,7              | 0,2              | 9,4              | Не участвовал  | Не участвовал  | Не участвовал  | Не участвовал  | Не участвовал  | Не участвовал  | Не участвовал  | Не участвовал  | Не участвовал  | Не участвовал  | Не участвовал  |
| 2001/02                                                                                  | Даллас       | 17               | 0                | 8,9              | 42,9             | -                | 70,6             | 0,3              | 1,6              | 0,3              | 0,1              | 3,2              | Не участвовал  | Не участвовал  | Не участвовал  | Не участвовал  | Не участвовал  | Не участвовал  | Не участвовал  | Не участвовал  | Не участвовал  | Не участвовал  | Не участвовал  |
| 2002/03                                                                                  | Даллас       | 48               | 0                | 9,0              | 42,0             | 0,0              | 76,9             | 0,6              | 1,3              | 0,3              | 0,0              | 3,3              | Не участвовал  | Не участвовал  | Не участвовал  | Не участвовал  | Не участвовал  | Не участвовал  | Не участвовал  | Не участвовал  | Не участвовал  | Не участвовал  | Не участвовал  |
| 2003/04                                                                                  | Голден Стэйт | 46               | 1                | 13,9             | 40,2             | 0,0              | 66,7             | 0,7              | 2,4              | 0,6              | 0,1              | 4,6              | Не участвовал  | Не участвовал  | Не участвовал  | Не участвовал  | Не участвовал  | Не участвовал  | Не участвовал  | Не участвовал  | Не участвовал  | Не участвовал  | Не участвовал  |
|                                                                                          | Всего        | 1054             | 637              | 25,3             | 47,9             | 14,5             | 70,6             | 1,7              | 5,5              | 1,0              | 0,1              | 8,4              | 90             | 65             | 31,2           | 48,6           | 6,3            | 66,1           | 2,1            | 6,2            | 1,1            | 0,1            | 10,5           |
| Наведите курсор мыши на аббревиатуры в заголовке таблицы, чтобы прочесть их расшифровку. |              |                  |                  |                  |                  |                  |                  |                  |                  |                  |                  |                  |                |                |                |                |                |                |                |                |                |                |                |